# Samarkvalo
Samarkvalo (en georgiano: სამარქვალო; en abjasio: Самарқвало) es una aldea que pertenece a la parcialmente reconocida República de Abjasia, dentro del distrito de Gali, aunque de iure es parte del municipio de Gali de la República Autónoma de Abjasia de Georgia.

## Geografía
Samarkvalo se encuentra en la orilla derecha del río Inguri, a 18 km de Gali. Las aldea se administra desde el pueblo de Saberio.  